# Шпанґенберзький замок
Шпанґенберзький замок (нім. Schloss Spangenberg) — замок над невеличким містечком Шпанґенберґ, яке знаходиться в північно-гессенському районі Швальм-Едер. Первинно готична будова була замком, потім фортецею, мисливським замком, в'язницею, лісогосподарською школою, а на даний функціонує готель та ресторан.

## Географія
Шпанґенберзький замок знаходиться із східної та південної сторони між основною частиною міста Шпанґенберґ, яке лежить у долині річки Пфіфе, з західної сторони між селом Ельберсдорф, яке розташоване на річці Ессебах, та із північної сторони між замковою горою, покритою лісом. 

## Історія

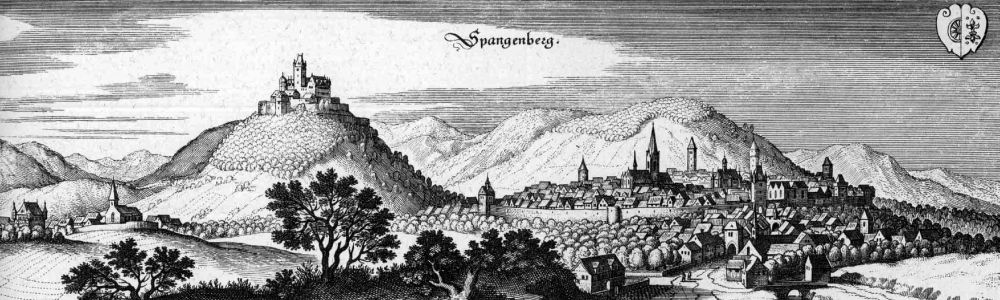
Шпанґенберзький замок, витяг з Topographia Hassiae et Regionum Vicinarum (1655)

Перший замковий комплекс був ймовірно побудований як основний центр панування землевласника Треффурта, який походив з Тюрингії. Його земельні володіння простягалися на території між Шпанґенберґом та Моршеном. Із замку можна було зручно контролювати важливий торговий шлях «довгий Гессен», який пролягав від Франкфурта до Лейпцига. Торговий шлях був сприятливим для розвитку новоствореного поселення у долині замку. Це поселення вже згадувалось в 1261 році як місто (civitas), але міське право місто отримало тільки в 1309 році завдяки лицарям Германові і Фрідріхові фон Треффурт.

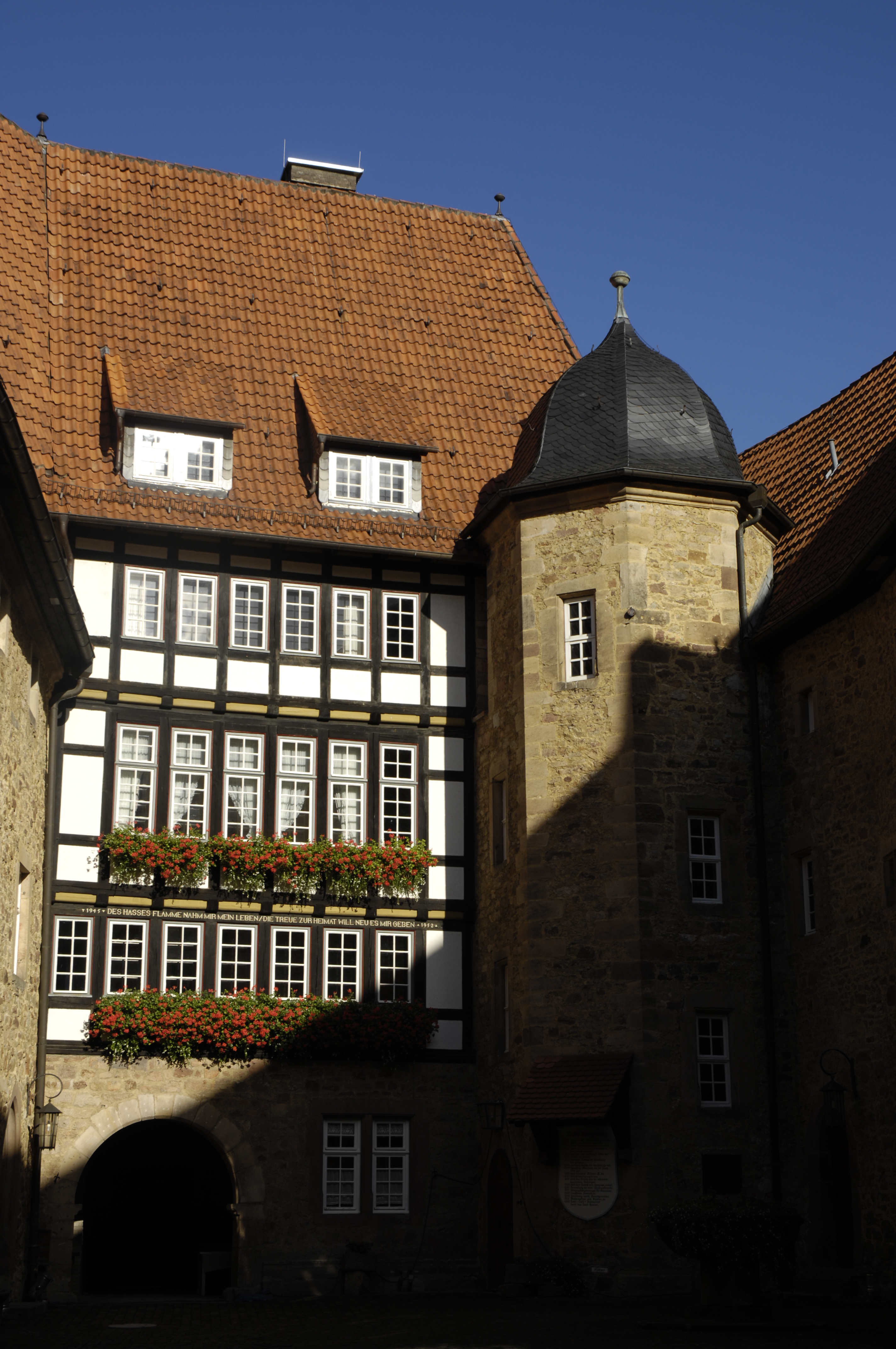
Внутрішній двір Шпанґенберзького замку

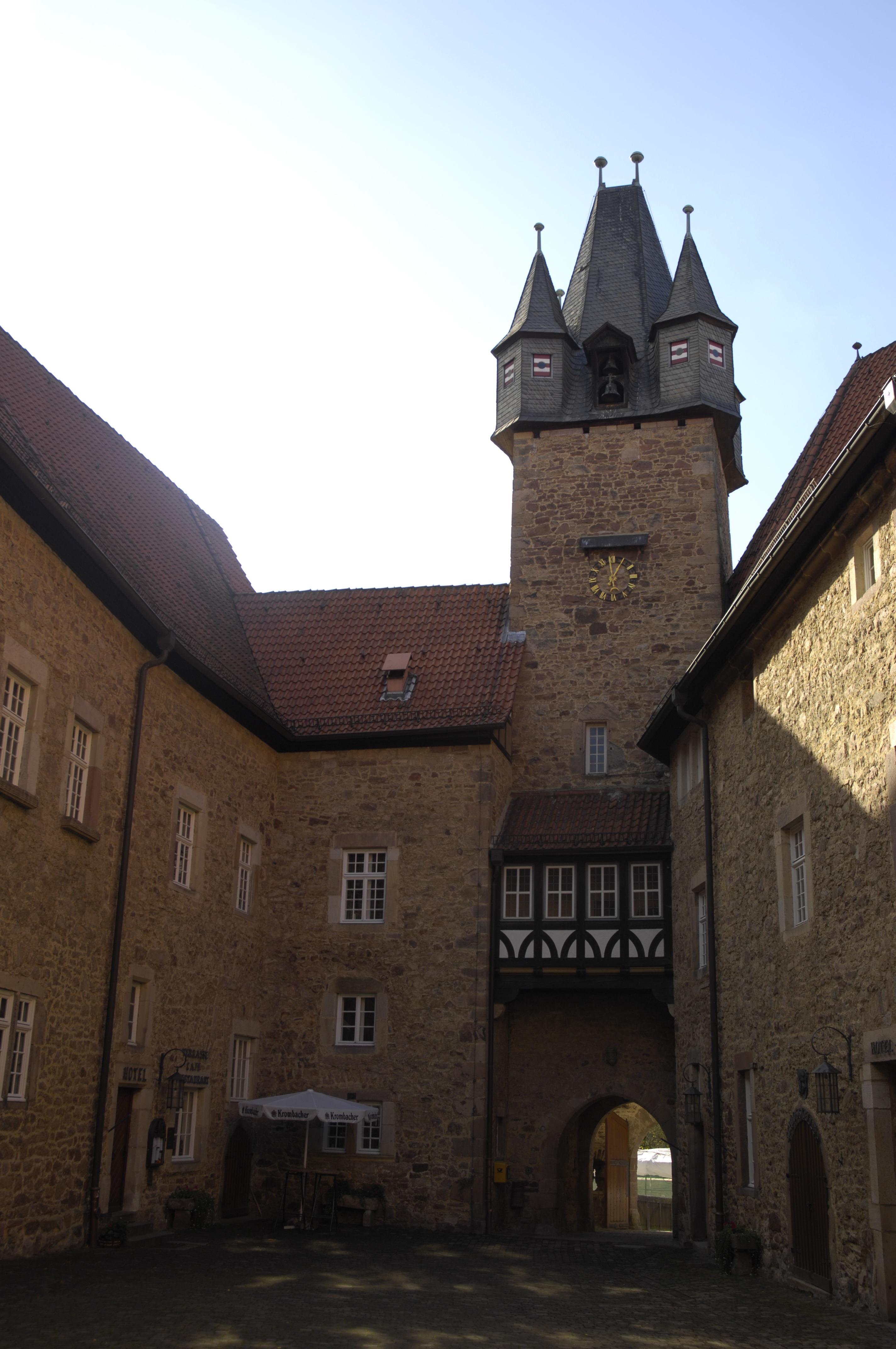
Вежа над воротами внутрішнього двору

Розмір і форма замку з XIII століття точно не відомі. У південній будівлі збереглися первинні частини палацу. Там знаходилися зали для прийомів та житлові кімнати власників замку. Ймовірно з самого початку вхід до замку був захищений, а вся територія була оточена мурами. Споруди, які знаходилися поруч, були спочатку побудовані у фахверковому стилі. Оскільки постачання питної води було життєвоважливим, то цілком ймовірно вже при будівництві замку був викопаний 100-метровий колодязь замку.

### Лицарський замок та замок ландграфів
Першим задокументованим власником замку і міста Шпанґенберґ був лицар Германн фон Треффурт (1235). Ці володіння були наділені йому графом Ціґенгайном. З того часу землевласники з Треффурта також називали себе «землевласниками з Шпанґенберґа». 1327 року брати Герман і Фрідріх фон Шпанґенберґ і Треффурт були відомі своїми лицарськими розбійницькими нападами в околицях Тюрингії. У наступні роки спостерігався помітний спад роду «фор Треффурт та Шпанґенберґ». Нащадки цього роду часто вели безтурботне життя, насильно воювали з сусідами та навіть один з одним. Врешті в 1350 році лицар Герман IX продав замок, службову посаду та місто гессенському ландграфу Генріху II на суму 8 тисяч марок срібла — достатньо велику суму на той час, навіть для ландграфа. З того часу Шпанґенберґ став гессенським містом. 
Протягом більш ніж двісті років замок виконував функцію резиденції та мисливського замку для гессенських ландграфів:
- Ландграфа Генріха II Залізного (1299–1377)
- Ландграфа Отто II (Отто Шютца), сина Генріха II
- Ландграфа Германа II Вченого (1341–1413)
- Ландграфа Людвіга І Миролюбного (1402–1458), народився та помер у Шпанґенберзькому замку
- Ландграфа Вільгем І Старшого (1466–1515), помер у Шпанґенберзькому замку
- Ландграфа Філіпа І Великодушного (1504–1567), посприяв політичному і культурному розвитку Гессена
- Ландрафа Вільгема IV Мудрого (1532–1592), значно зміцнив фортечні укріплення і надав замку його сьогоднішній вигляд
- Крім того у цей час замок був місцем перебування вдів гессенських ландграфів.

З точки зору історії будівництва ці роки мали велике значення для всього замкового комплексу. Особливо ландграф Людвіг Миролюбний укріпив замок будівництвом мурів з шістьма вежами. Нові ворота з гербом і трьома декоративними вершинами надавали урочистості входу в замок. Замок вважався настільки надійним, що в XV столітті протягом деякого часу там зберігалися великі суми грошей і архіви ландграфів.

### Фортеця та в'язниця
Поява вогнепальної зброї зумовила необхідність нових будівельних робіт у замку. Ймовірно, що під егідою ландграфа Філіпа був споруджений земельний вал з північно-східної сторони нападів. Велика вежа діаметром 22 метри була наріжним каменем цієї нової фортифікації. Система підземних проходів, що використовувалася для захисту нових укріплень, значною мірою збереглася і донині, проте, вона закрита для громадськості. 
У 1584 році ландгрфа Вільгем IV призначив Ганса Вільгельма Кірхгофа бургграфом Шпанґенберзького замку, який одружився вдруге на Маргареті Штукенрад та з якою мав дев'ятеро дітей. Окрім своєї роботи бургграфом він також писав книги. З 1584 по 1605 рік він завершив свою книгу «Wendunmuhth» — збірку шванків, анекдотів та історій. Кірхгоф помер у віці 80 у 1602 або 1603 році.
У часи конституційної боротьби у Кургессені під час правління курфюрста Вільгельма II (1821–1847) та Фрідріха Вільгема I (1847–1866) у Шпанґенберзькій фортеці утримувалось багато політичних в'язнів.  

### Лісогосподарська школа
Лишень у 1907–08 роках замок був відкритий знову як прусська лісогосподарська школа. Для цього потрібно було ґрунтовно перебудувати замок. Проте, при капітальному ремонті будівельники намагались зберегти первісний характер будівлі. У часи лісогосподарської школи значення замку намагались прив'язати до колишньої функції мисливського замку. 15 червня 1913 року кайзер Вільгельм II відвідав лісогосподарську школу в Шпанґенберзі.    

### Знищення та реконструкція
Під час Другої світової війни замок знову служив табором для військовополонених («Oflag IX A»), цього разу для англійських офіцерів. Незабаром після їхнього від'їзду, наприкінці березня 1945 року, будівля повністю згоріла після американського повітряного бомбардування. Залишились лишень руїни стін замку.
Завдяки підтримці громадянами Шпанґенберґа свого замку він був відновлений землею Гессен в 1950-і роки під керівництвом будівничого д-ра Текстора. Хоча наприкінці війни інтер'єри замку були повністю зруйновані, зовнішній вигляд будівлі дозволяє відчути значення фортеці в минулому.

### Ресторан та готель
До попереднього використання замку як мисливського замку та резиденції, в'язниці та лісогосподарської школи додалась ще одна функція. Замок почав використовуватися як ресторан вищого класу та готель. У колишньому збройному будиночку, який датується 1625 роком та який був відбудований у 1983 році, до 2010 року  функціонував мисливський музей. 
З 2010 до 2017 року Шпанґенберзький замок був закритий та чекав на нових орендарів. Після шторму в липні 2015 року дах замку був на реконструкції до 2017 року. Після довготривалих робіт у замку знову запрацював ресторан та готель, який вміщує 28 кімнат, серед них 23 двомісні номери, 3 одномісні номери та дві кімнати класу люкс.